# Karmacode
Karmacode – czwarty album włoskiej grupy Lacuna Coil. 

## Lista utworów
Opracowano na podstawie materiału źródłowego.
| Nr  | Tytuł utworu                              | Długość |
| --- | ----------------------------------------- | ------- |
| 1.  | „Fragile”                                 | 4:26    |
| 2.  | „To the Edge”                             | 3:22    |
| 3.  | „Our Truth”                               | 4:03    |
| 4.  | „Within Me”                               | 3:39    |
| 5.  | „Devoted”                                 | 3:52    |
| 6.  | „You Create”                              | 1:32    |
| 7.  | „What I See”                              | 3:41    |
| 8.  | „Fragments of Faith”                      | 4:10    |
| 9.  | „Closer”                                  | 3:01    |
| 10. | „In Visible Light”                        | 3:59    |
| 11. | „The Game”                                | 3:32    |
| 12. | „Without Fear”                            | 3:59    |
| 13. | „Enjoy the Silence" (cover Depeche Mode)” | 4:05    |
|     |                                           | 47:21   |

## Twórcy
Opracowano na podstawie materiału źródłowego.
| Zespół Lacuna Coil w składzie - Andrea Ferro, Cristina Scabbia – wokal prowadzący - Marco Coti Zelati – gitara basowa, instrumenty klawiszowe, sampler - Cristiano Migliore, Marco Biazzi – gitara elektryczna - Cristiano Mozzati – perkusja, instrumenty perkusyjne |  | Dodatkowi muzycy - Luca Difato – altówka - Alessandro Santaniello – wiolonczela - Fabio Rodella, Luca Tregattini – skrzypce |  | Inni - Darcy Proper - mastering - Jeff Bros, Katja Kuhl – zdjęcia - Waldemar Sorychta – produkcja muzyczna - Ronald Prent, Rob Sannen – miksowanie - Denis Koehne, Matteo Dolla – inżynieria dźwięku - Marco Barusso – inżynieria dźwięku, sampler |

## Listy sprzedaży
| Lista                         | Kraj              | Pozycja |
| ----------------------------- | ----------------- | ------- |
| Billboard 200                 | Stany Zjednoczone | 28      |
| Billboard Independent Albums  | Stany Zjednoczone | 1       |
| Billboard Top Internet Albums | Stany Zjednoczone | 28      |